# Luctor et emergo
Luctor et emergo (‘lluitar i sobresortir’) és el lema que duu l'escut d'armes del comtat i la ulterior província de Zelanda als Països Baixos. Representa un mig lleó vermell sobre un camp separat amb línies blanques i blaves ondulades.
L'escut data del segle xv quan va aparèixer en combinació amb les altres possessions dels ducs de Borgonya. Era dividit en dues parts: el lleó heràldic, d'origen borgonyó, que apareix en molts escuts de les Disset Províncies i el mar simbolitzat per tres ones blaves. El lema, del seu costat, data del 1585, en plena Guerra dels Vuitanta Anys. Es va fer servir per primera vegada en una moneda, encunyada per recordar que la reina Elisabet d'Anglaterra havia promès ajudar els zelandesos en la lluita contra Espanya i Felip II. Amb el text a la cara «Autore Deo, favente Regina,» i a la creu «luctor et emergo» o sigui «per l'autoritat de Déu i el suport propici de la reina, lluito i sobresurt».

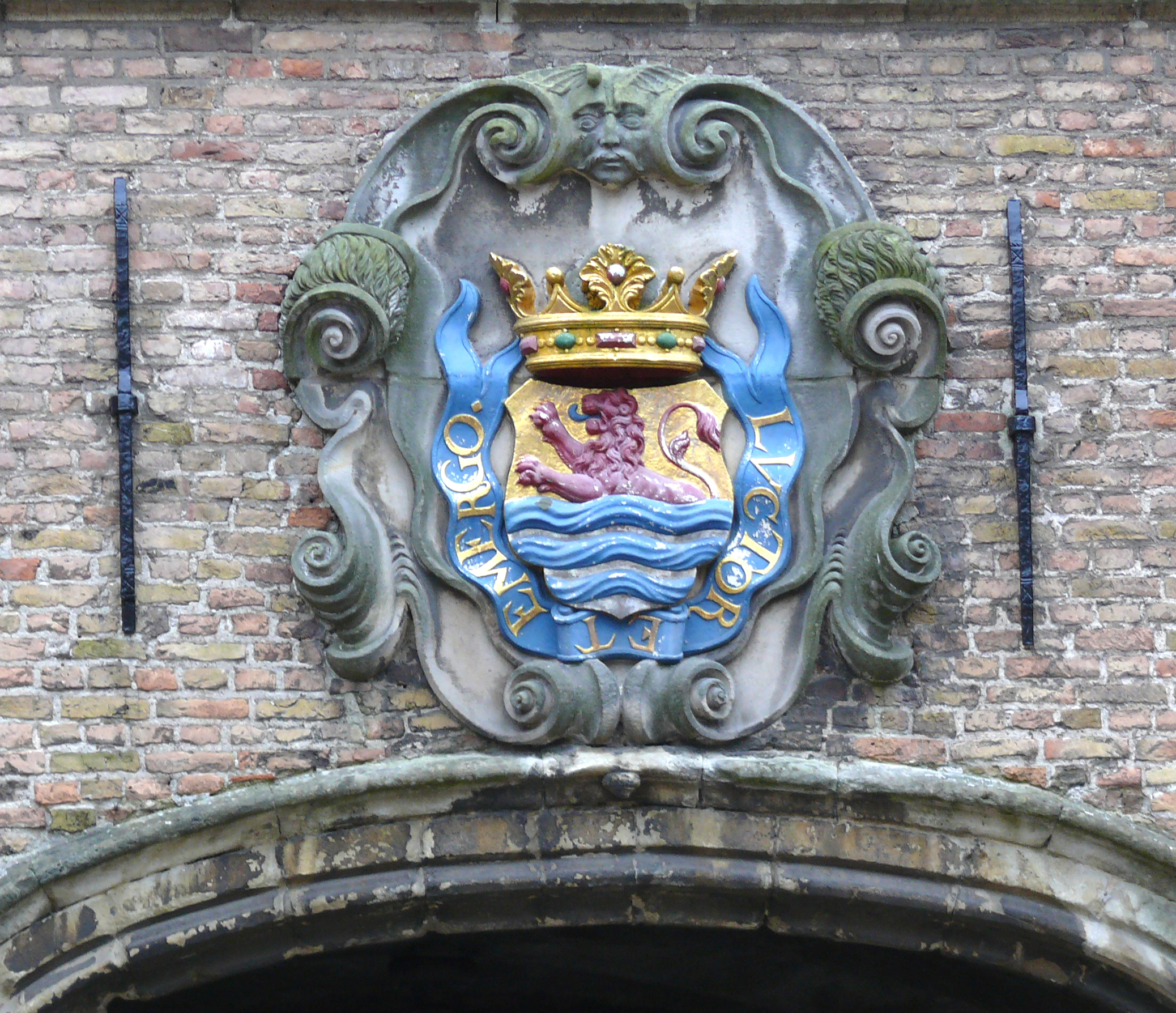
Escut zelandès en una paret a Middelburg

Amb el temps se'n van fer altres interpretacions en veure-hi un símbol de la perpètua lluita de Zelanda contra el mar. Gairebé totes les terres s'hi troben sota el nivell mitjà del mar, i la província només submergeix gràcies a una lluita permanent contra el mar i les marors ciclòniques amb un costós sistema de dics i estacions de bombament.
La forma actual del lema i de l'escut va ser aprovada el 4 de desembre de 1948 per Reial decret.

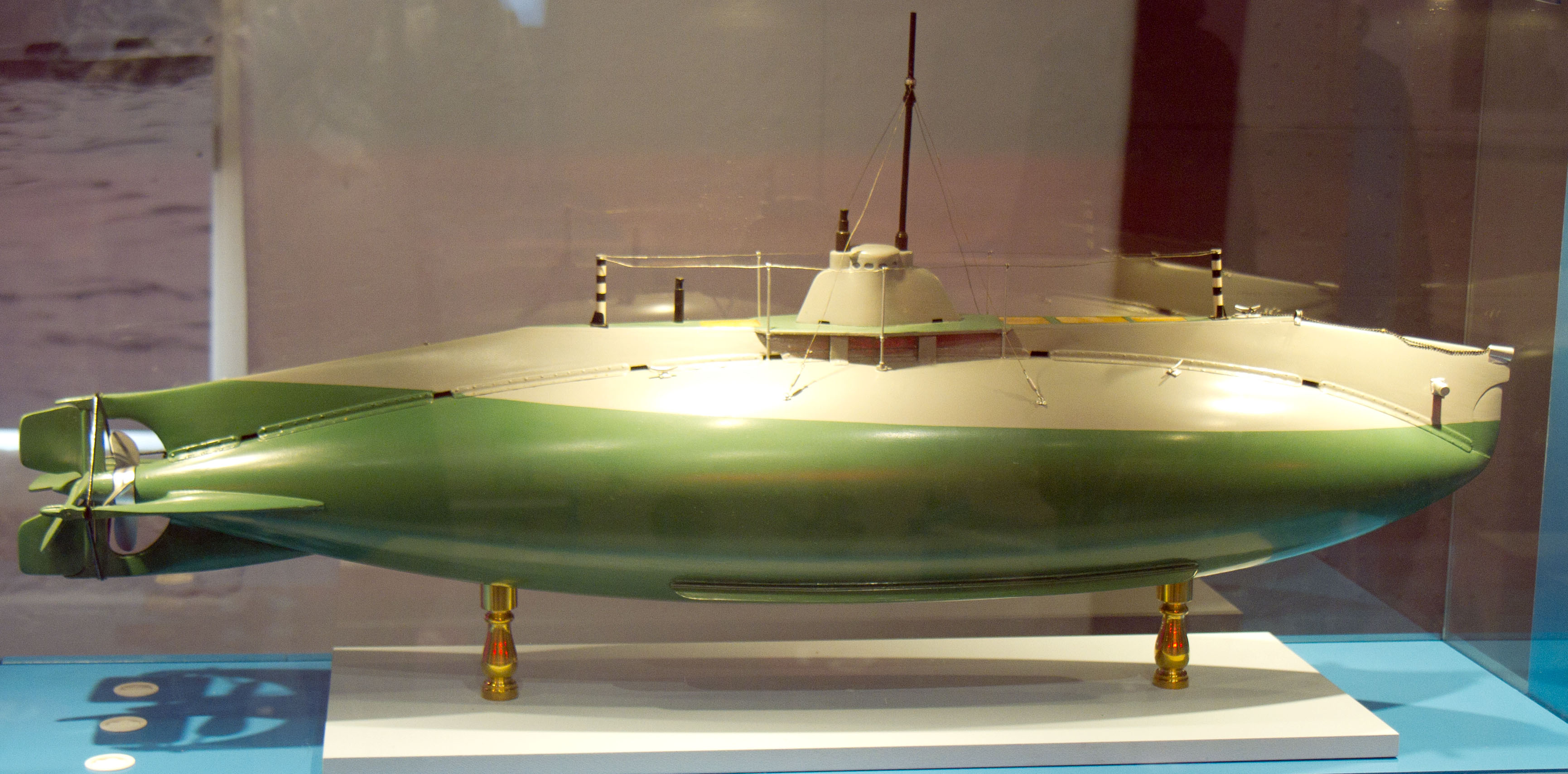
Model del submarí Luctor et emergo (1906)

El primer submarí de l'exèrcit neerlandès el 1906 va ser batejat «Hr. Ms. O 1 Luctor et emergo». El polític i antic primer ministre belga Wilfried Martens (1936-2013) va publicar les seves memòries amb un títol inspirat en el lema zelandès traduït al català com a Lluitar i vèncer.